# Xian de Yongji
Pour les articles homonymes, voir Yongji (homonymie).
Le xian de Yongji (永吉县 ; pinyin : Modèle:Zh-Latn) est un district administratif de la province du Jilin en Chine. Il est placé sous la juridiction de la ville-préfecture de Jilin et son chef-lieu se trouve à Kouqian.

## Démographie
La population du district aurait été de 770 539 habitants en 1999.
Le xian regroupe 7 bourgs, Kouqian (口前镇), Shuanghe (双河镇), Chaluhe (岔路河镇), Xiyang (西阳镇), Wanchang (万昌镇), Beidahu (北大湖镇) et Yilaxi (一拉溪镇), et 2 cantons, Huangyu (黄榆乡) et Jinjia (金家乡).
La ville de Kouqian a été particulièrement touchée par les inondations de 2010.

## Lien externe

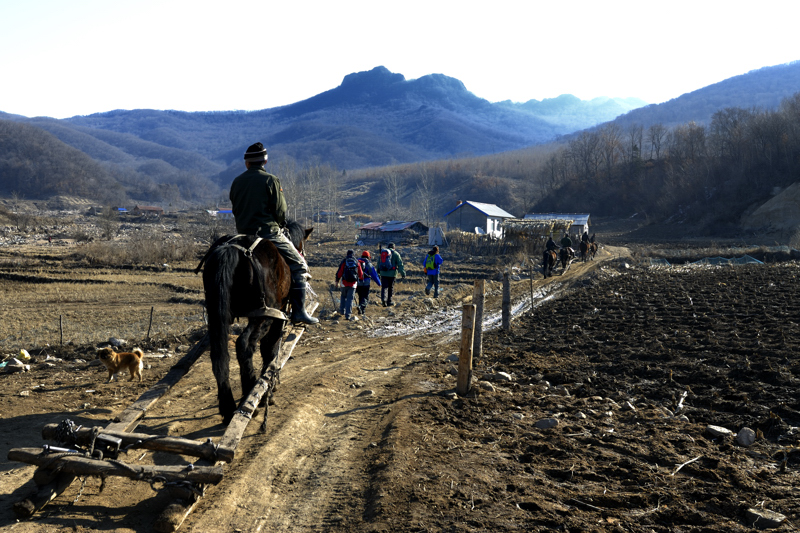
Montagnes au-dessus de Xiaohuanggou